# Taça Gator de 2006
A Taça Gator de 2006, foi um jogo de futebol americano entre Louisville Cardinals e Virginia Tech Hokies.